# Spoorlijn Groningen - Delfzijl
De spoorlijn Groningen – Delfzijl is de door de Staat der Nederlanden aangelegde en op 15 juni 1884 geopende spoorlijn die Groningen met Delfzijl verbindt.

## Geschiedenis

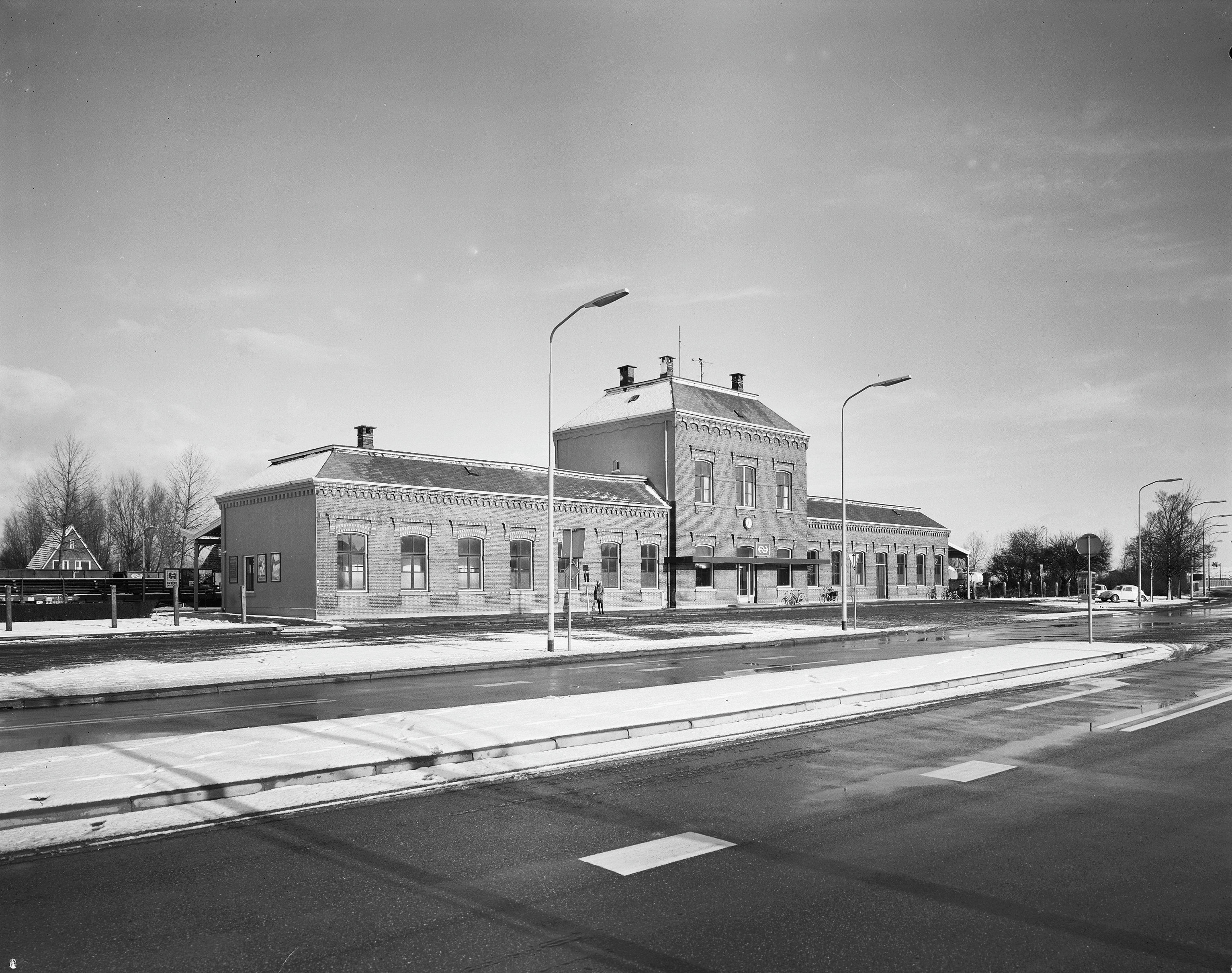
Station Delfzijl.

De exploitatie was in handen van de Staatsspoorwegen (SS) en vanaf 1917 van de belangengemeenschap Nederlandse Spoorwegen, waarin de SS op 1 januari 1938 opging. In 1953 werd de stoomtractie op de lijn vervangen door de dieselelektrische Blauwe Engelen. Deze werden in 1982 vervangen door de Wadlopers, die op hun beurt in 2007 werden vervangen door de Spurts van Arriva.
De exploitatie van het reizigersvervoer ging in 1999 over van NS naar NoordNed en in 2005 naar Arriva Personenvervoer Nederland krachtens een concessie die loopt tot 2035.
Het goederenvervoer op de lijn is doorgaans bestemd voor de Stamlijn Delfzijl, de goederenspoorlijn naar Oosterhorn, die als uitloper van de lijn Groningen – Delfzijl in de jaren 1970 is aangelegd.
In 2012 kondigde Arriva aan onderzoek te willen doen naar een mogelijke heropening van het station Adorp. Het onderzoek leverde geen heropening op.

## Stations en gebouwen
In de jaren zeventig werden om onderhoudskosten te besparen diverse oude stationsgebouwen gesloopt, behalve die van station Loppersum en station Delfzijl, die nog bestaan.
Hieronder een overzicht van alle stations langs de lijn (cursief: voormalig station):
| Station         | Geopend | Huidig gebouw                                         |
| --------------- | ------- | ----------------------------------------------------- |
| Groningen       | 1866    | 1896, SS, 3e gebouw, uniek ontwerp van Gosschalk      |
| Kostverloren    | 1884    | geen, station gesloten in 1924                        |
| Groningen Noord | 1884    | 1973, NS, 2e gebouw, uniek ontwerp viaductstation     |
| Adorp           | 1884    | geen, gebouw gesloopt in 1968                         |
| Sauwerd         | 1884    | geen, Standaardtype Loppersum gesloopt in 1975        |
| Wolddijk        | 1884    | geen, station gesloten                                |
| Bedum           | 1884    | geen, Standaardtype Loppersum gesloopt in 1975        |
| Middelstum      | 1884    | geen, station gesloten in 1953                        |
| Stedum          | 1884    | geen, Standaardtype Loppersum gesloopt in 1973        |
| Loppersum       | 1884    | 1883, SS, 1e gebouw, Standaardtype Loppersum          |
| Eenum           | 1884    | geen, station gesloten in 1938                        |
| Oosterwijtwerd  | 1884    | geen, station gesloten                                |
| Tjamsweer       | 1884    | geen, station gesloten                                |
| Appingedam      | 1884    | geen, Standaardtype Sneek uitgebrand en gesloopt 1979 |
| Uitwierde       | 1884    | geen, station gesloten                                |
| Delfzijl West   | 1968    | geen                                                  |
| Delfzijl        | 1884    | 1883, SS, 1e gebouw, Standaardtype Sneek              |

## Treindienst

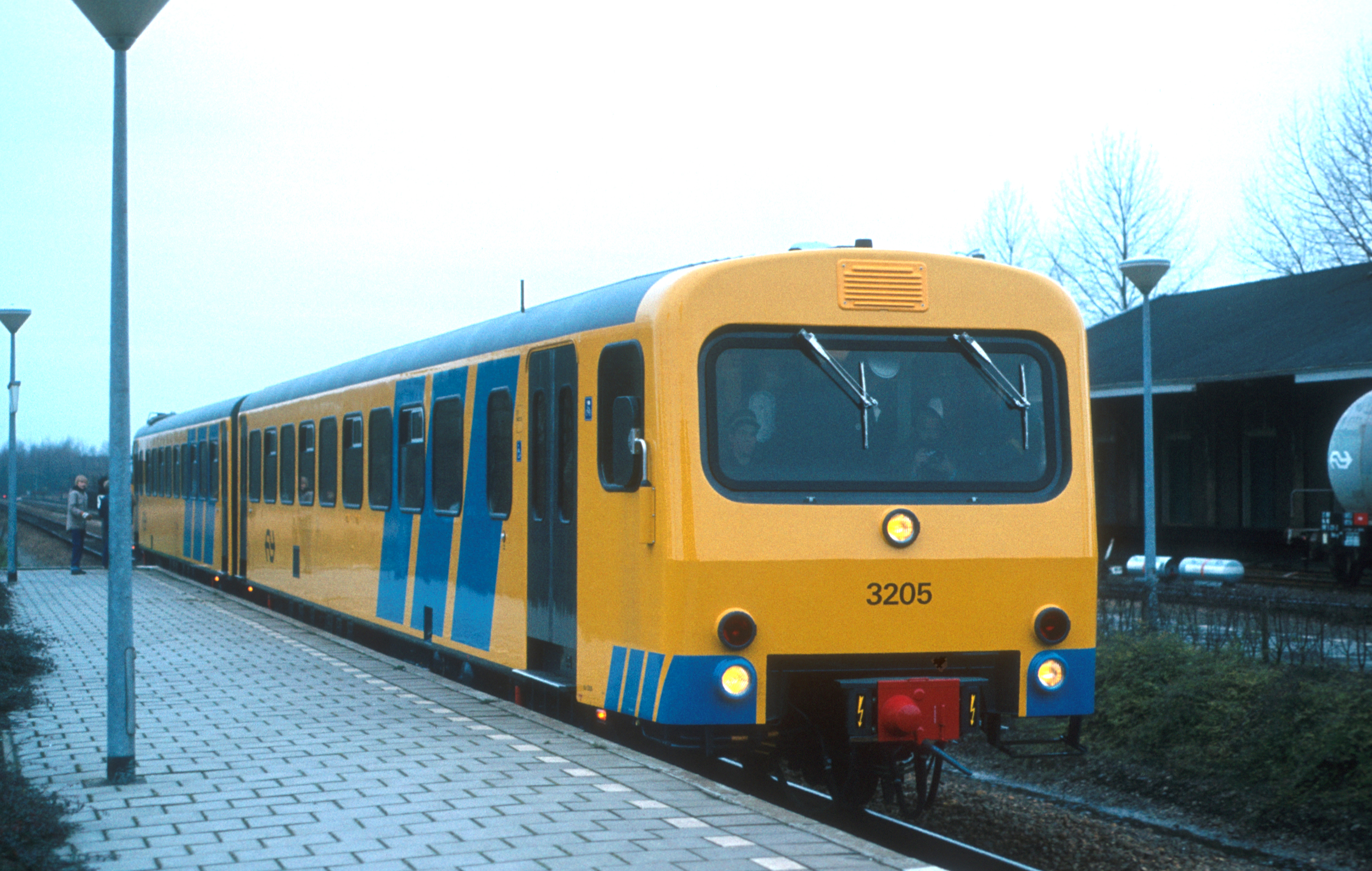
Een wadloper (DH-2) bij introductie in 1981 te Delfzijl.

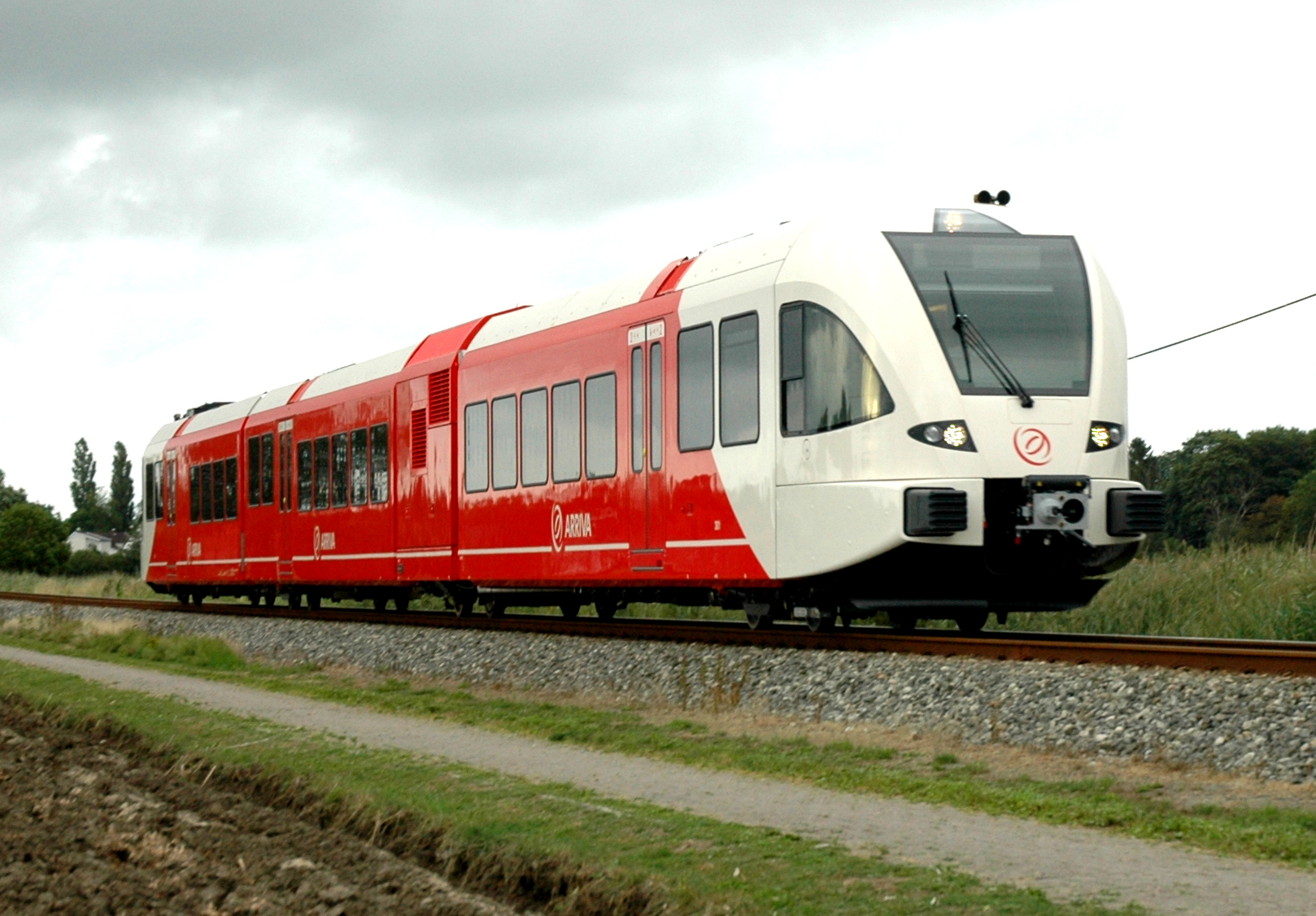
Een Spurt zoals anno 2006 gebruikt werd op de lijn.

Het beginpunt van de treinen is het Hoofdstation in Groningen, met als vaste stopplaats Groningen Noord, het vroegere Groningen Halte. De treindienst wordt sinds 2005 verzorgd door Arriva, dat hiervoor gebruikmaakt van Spurts (sinds 2020 aangevuld met WINKs). Tot het voorjaar van 2007 werden Wadlopers ingezet.
In de dienstregeling 2025 rijden de volgende treinseries over de spoorlijn Groningen – Delfzijl of een deeltraject daarvan:
| Serie      | Treinsoort         | Route                               | Bijzonderheden                                 |
| ---------- | ------------------ | ----------------------------------- | ---------------------------------------------- |
| 37600 RS 4 | Stoptrein (Arriva) | Groningen – Roodeschool – Eemshaven | Vier à vijf treinen per dag van/naar Eemshaven |
| 37700 RS 5 | Stoptrein (Arriva) | Groningen – Delfzijl                |                                                |

## Beveiliging
Vanaf 1974 tussen Groningen en Sauwerd en vanaf 1975 tussen Sauwerd en Delfzijl werd de Vereenvoudigde Centrale Verkeersleiding (VCVL) gebruikt. Eind 2007 is de spoorlijn voorzien van het treinbeïnvloedingssysteem ATB-NG.

## Spoorbrug
De spoorbrug uit 2003 over het Van Starkenborghkanaal, tussen Groningen Noord en Sauwerd, is naar Walfridus vernoemd. Deze verving de oude brug uit de jaren dertig. Dit was een stalen vakwerkconstructie. Na de ingebruikname van de nieuwe brug werd de oude gesloopt.

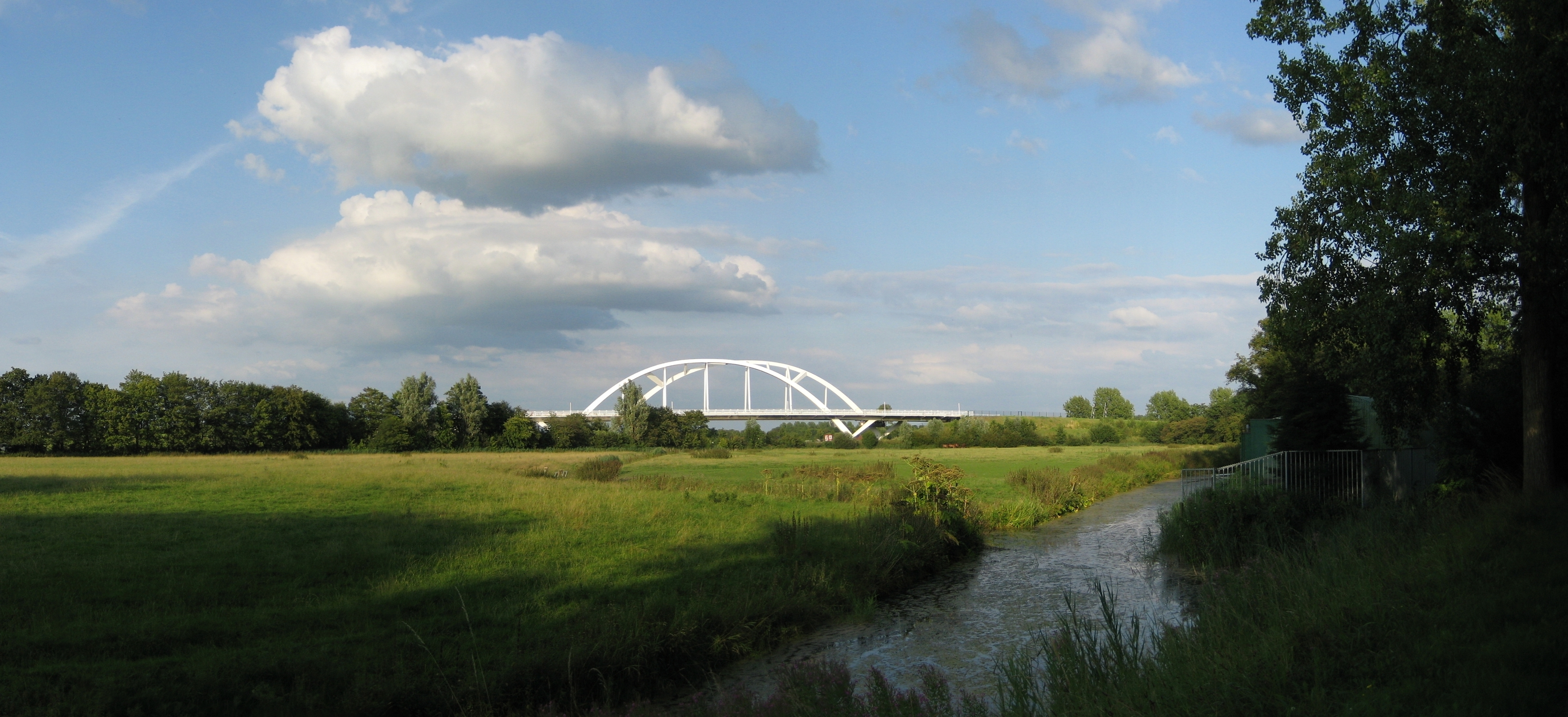
De Walfridusbrug over het Van Starkenborghkanaal in 2009

## Zie ook

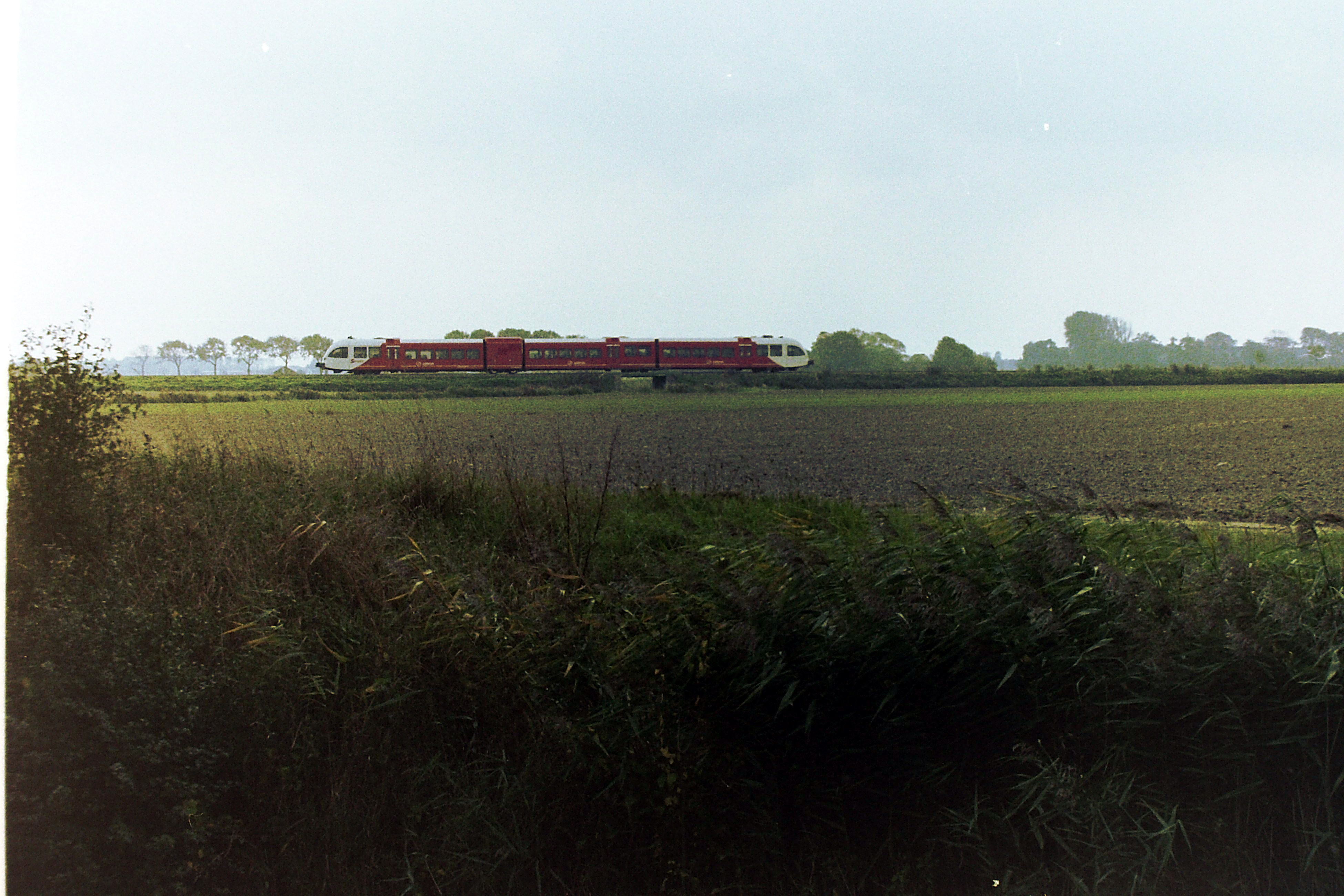
Arriva-Spurt passeert de spoorbrug over het Westeremdermaar
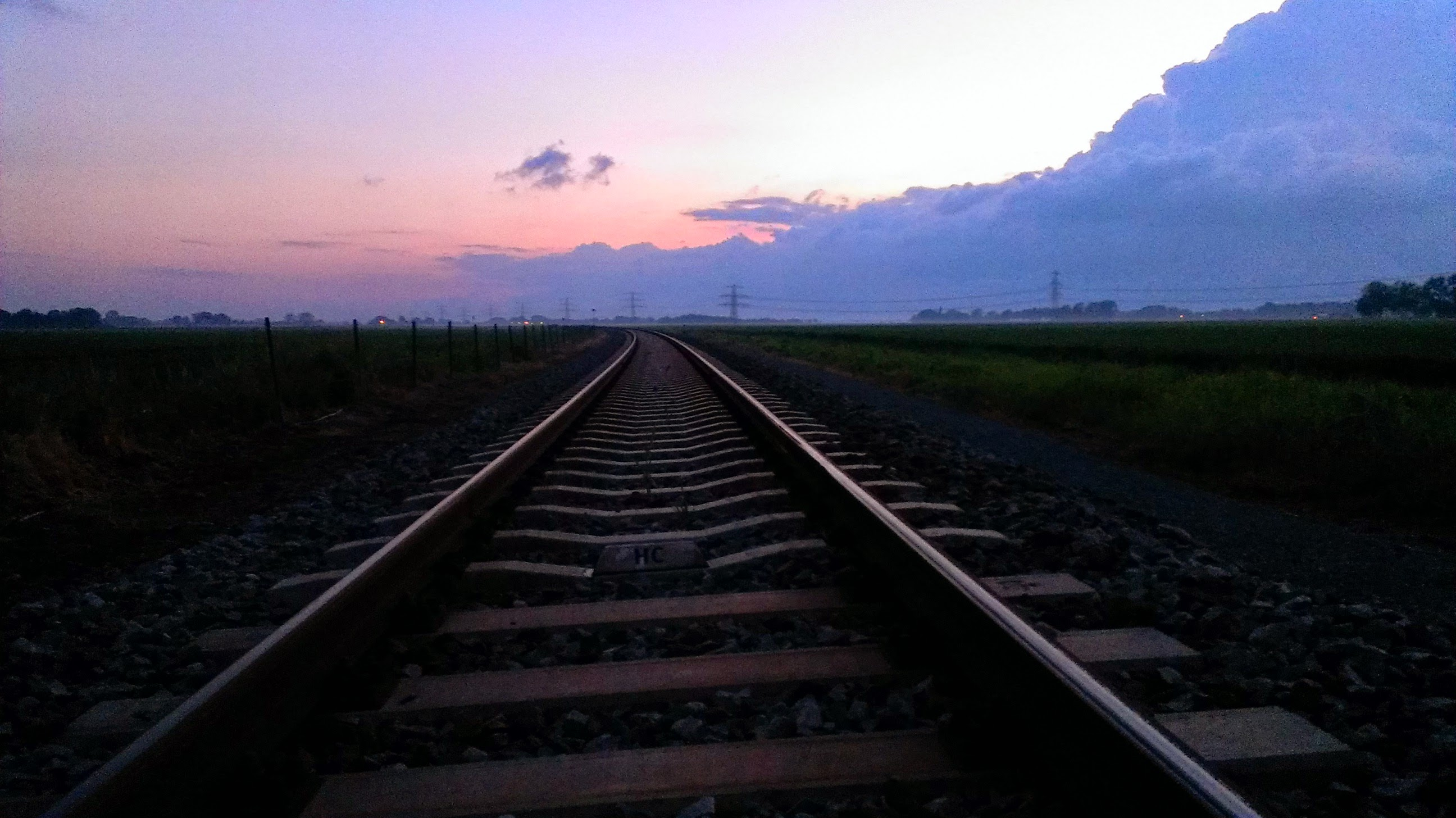
Onbewaakte overgang bij de Sjuxumerweg bij Loppersum, richting westen